# Sandjägare
Sandjägare (Cicindela) är ett släkte skalbaggar i familjen jordlöpare. Sandjägarna trivs på soluppvärmda öppna platser där den jagar myror och andra småkryp på marken. Den springer snabbt och är, till skillnad mot många andra jordlöpare, en god flygare. Även larverna är rovdjur och lever i en lodrät gång i marken där den lurpassar på småkryp som råkar passera rakt över hålet. Det finns cirka tolv arter i Europa varav fyra finns i Sverige. 

## Arter (urval)
- Brun sandjägare (Cicindela hybrida)
- Grön sandjägare (Cicindela campestris)
- Skogssandjägare (Cicindela sylvatica)
- Strandsandjägare (Cicindela maritima)